# Bringin' On the Heartbreak
Singles de Mariah Carey
I Know What You Want
(2003) U Make Me Wanna
(2004)
Bringin'In The Heartbreak est une chanson de la chanteuse américaine Mariah Carey, sortie le 2 juin 2003. Le titre est le troisième et dernier extrait de son 9e opus studio Charmbracelet. Le titre est une reprise écrit par Def Leppard, extrait de leur opus High 'n' Dry, sorti en 1981.

## Genèse
La chanson est une reprise écrit par Def Leppard, extrait de leur opus High 'n' Dry, sortit en 1981. Ce titre étant une des chansons hard rock préférée de Mariah Carey, elle décida donc de la reprendre sur son opus Charmbracelet.

## Accueil
La chanson reçoit des critiques postives. Aux États-Unis, la chanson ne parvient pas à s'ériger une place dans Billboard mais s'érige à la 5e place du Billboard Hot Dance Club Songs. Elle atteint la onzième meilleure place en Flandre.

## Clip vidéo
Le vidéoclip est dirigé par Sanaa Hamri. Il s'inspire du film The Rose, sortit en 1979.

## Format et liste des pistes
- CD single en Europe

1. Bringin' On the Heartbreak (Mainstream Edit)
2. Miss You (featuring Jadakiss)

- CD maxi-single en Europe

1. Bringin' On the Heartbreak (édition mainstream)
2. Miss You (avec Jadakiss)
3. Bringin' On the Heartbreak (Live)
4. Bringin' On the Heartbreak (Vidéo)

## Classement hebdomadaire
| Classement (2003)                       | Meilleure position |
| --------------------------------------- | ------------------ |
| Autriche (Ö3 Austria Top 40)            | 55                 |
| Belgique (Flandre Ultratip 100)         | 11                 |
| Belgique (Wallonie Ultratop 50 Singles) | 40                 |
| États-Unis (Hot Dance Club Songs)       | 5                  |
| Suède (Sverigetopplistan)               | 28                 |